# 李重润
李重润（682年—701年10月8日），原名為李重照，为祖母武曌避讳，改名李重润。中国唐朝唐中宗李顯嫡长子，韦皇后所生。

## 生平
开耀二年（682年），生于长安城的东宫内殿，当时父亲李顯为太子。祖父唐高宗对他的出生甚为喜悦，在他满月时，大赦天下，改元为永淳。出生当年，唐高宗想封他为皇太孙，开府设置僚属，问吏部侍郎裴敬彝和吏部郎中王方庆有无先例。王方庆答，没有皇太子健在而立皇太孙的先例。高宗问自己能否开先例，王方庆说能。高宗很高兴，封李重照为皇太孙，但未能设置僚属。
中宗登基后，未及立李重照为皇太子，就被武太后废黜迁于房州，李重照也被废为庶人，皇太孙府废。武太后改名武曌后，李重照因避讳改名李重润。
聖曆年間，中宗李显复为皇太子，李重润于久视元年（700年）封邵王，食邑五千户。大足元年（701年），因与妹妹永泰郡主李仙蕙、妹婿魏王武延基一起议论张易之、张昌宗兄弟，而被祖母武则天賜死。
706年，中宗继位之后，伤心爱子惨死，追封为懿德太子，并采用号墓为陵制度以帝王级别的墓制和陪葬品制度将他重新安葬，陪葬陵。由于他死的时候尚未娶正妃，中宗还为他聘国子监监丞裴粹的亡女裴氏为冥婚，並将懿德太子与裴氏一同合葬。
韦皇后认为是庶长子谯王李重福告密害死了自己的儿子，就对中宗陷害李重福，导致李重福被贬。

## 延伸阅读
[在维基数据编辑]
 《舊唐書/卷86》，出自刘昫《舊唐書》
 《新唐書·卷081》，出自《新唐書》